# Thám tử lừng danh Conan: Giờ trà của Zero
Thám tử lừng danh Conan: Giờ trà của Zero (Nhật: 名探偵コナン ゼロの日常 Hepburn: Meitantei Konan Zero no Tī Taimu, ) là một sê-ri manga Nhật Bản được viết và minh họa bởi Arai Takahiro. Đây là spin-off của manga Thám tử lừng danh Conan của Aoyama Gosho, với Aoyama giám sát dự án, và lấy trung tâm là nhân vật Amuro Toru. Bộ truyện được xuất bản lần đầu trên tạp chí Shogakukan của Weekly Shōnen Sunday vào tháng 5 năm 2018. Một bộ anime truyền hình chuyển thể từ manga được sản xuất bởi TMS Entertainment phát sóng vào tháng 4 năm 2022.
Arai cũng sáng tác một spin-off khác có tựa đề Meitantei Keisatsu Gakkō-hen: Wild Police Story, được phát hành trên tạp chí Weekly Shōnen Sunday từ tháng 10 năm 2019 đến tháng 11 năm 2020.

## Nhân vật
Furuya Rei (降谷 零)
Lồng tiếng bởi: Furuya Tōru
Enomoto Azusa (榎本 梓)
Lồng tiếng bởi: Enomoto Mikiko
Midori Kuriyama (栗山 緑 Kuriyama Midori)
Lồng tiếng bởi: Asako Dodo
Kazami Yuya (風見 裕也)
Lồng tiếng bởi: Tobita Nubuo
Haro (ハロ)
Lồng tiếng bởi: Han Megumi

## Truyền thông

### Manga
Thám tử lừng danh Conan: Giờ trà của Zero được viết và minh họa bởi Arai Takahiro, dưới sự giám sát của tác giả nguyên tác Aoyama Gosho. Bộ truyện được phát hành lần đầu trên tạp chí Shogakukan của Weekly Shōnen Sunday vào ngày 9 tháng 5 năm 2018. Các chương mới của manga chỉ được xuất bản khi sê-ri truyện chính Thám tử lừng danh Conan của Aoyama tạm nghỉ sáng tác. Shogakukan đã biên soạn các chương của sê-ri truyện thành các tập tankōbon riêng lẻ. Tập đầu tiên của truyện được phát hành vào ngày 8 tháng 8 năm 2018. Tính đến ngày 18 tháng 10 năm 2021, năm tập đã được phát hành. Tập 6 của bộ truyện được phát hành vào ngày 17 tháng 6 năm 2022 và cũng là tập cuối cùng của phần 1.
Shogakukan Asia là đơn vị cấp phép bản quyền cho phiên bản tiếng Anh của bộ truyện tại thị trường Đông Nam Á vào tháng 1 năm 2019.
Arai còn sáng tác thêm một spin-off khác có tựa Hồi ức về học viện cảnh sát Tokyo, được xuất bản trên Weekly Shōnen Sunday từ ngày 2 tháng 10 năm 2019 đến ngày 18 tháng 11 năm 2020.

#### Danh sách tập truyện
| # | Phát hành Tiếng Nhật      | Phát hành Tiếng Nhật | Phát hành Tiếng Việt | Phát hành Tiếng Việt |
| # | Ngày phát hành            | ISBN                 | Ngày phát hành       | ISBN                 |
| - | ------------------------- | -------------------- | -------------------- | -------------------- |
| 1 | ngày 8 tháng 8 năm 2018   | 978-4-09-128536-2    | 29 tháng 11 năm 2019 | 978-604-2-14987-7    |
| 2 | ngày 18 tháng 10 năm 2018 | 978-4-09-128638-3    | 13 tháng 12 năm 2019 | 978-604-2-17536-4    |
| 3 | ngày 10 tháng 4 năm 2019  | 978-4-09-128884-4    | 28 tháng 2 năm 2020  | 978-604-2-16864-9    |
| 4 | ngày 18 tháng 11 năm 2019 | 978-4-09-129497-5    |                      |                      |
| 5 | ngày 18 tháng 10 năm 2021 | 978-4-09-850803-7    |                      |                      |
| 6 | 17 tháng 6 năm 2022       | 978-4-09-851175-4    |                      |                      |

### Anime
Vào ngày 4 tháng 10 năm 2021, bộ truyện được công bố sẽ có một bản chuyển thể anime. Bộ phim được sản xuất bởi TMS Entertainment và được đạo diễn bởi Kosaka Tomochi, Nakamura Yoshiko viết kịch bản, Yoshimi Kyōko thiết kế nhân vật và Tomisiro soạn nhạc nền. Anime được phát song từ ngày 5 tháng 4 đến ngày tháng 5 năm 2022 chỉ với 6 tập phim.. Bài hát mở đầu là "Shooting Star" thể hiện bởi RAKURA, bài hát kết thúc là "Find the truth" thể hiện bởi Rainy. Phim cũng bắt đầu trình chiếu trên Netflix từ tháng 7 năm 2022.